# Paola Del Bosco
Paola Del Bosco (Roma, 22 dicembre 1952) è un'attrice, doppiatrice e direttrice del doppiaggio italiana.

## Biografia
Ha iniziato la professione bambina, nel 1959 prendendo parte ad alcuni film quali Tutto è musica con Domenico Modugno. In seguito ha lavorato per il teatro e per la televisione, sia in alcuni sceneggiati sia come speaker a partire dal 1996. Dal 1959 svolge la professione di doppiatrice con varie società, tra cui lo studio SINC Cinematografica, per il quale vi ha lavorato in esclusiva dal 1971 al 1996 anche come direttrice di doppiaggio.

## Filmografia

### Cinema
- La giornata balorda, regia di Mauro Bolognini (1961)
- Diciottenni al sole, regia di Camillo Mastrocinque (1962)
- I motorizzati, regia di Camillo Mastrocinque (1962)
- Tutto è musica, regia di Domenico Modugno (1964)

### Televisione
- Piccolo amico (1961)
- La verità sospetta, regia di Mario Ferrero (1961)
- Atalia, regia di Mario Ferrero (1961)
- Il potere e la gloria, regia di Mario Ferrero (1961)

## Teatrografia
- Sesso debole (1959/60)
- Sei personaggi in cerca d'autore (1959/60)
- Agosto messinese (1960/62)
- Piccolo amico (1961)
- Mio fratello negro (1962)
- Si purga bebè (1963)
- Tela di ragno (1964)
- Frontiere fiorite (1964)
- Il cuore (1965)

## Radio
- Mio fratello negro (1962)

## Doppiaggio

### Film e serie TV
- Yōko Shimada in In trappola
- Linda Kozlowski in Il villaggio dei dannati
- Keiko Tsushima in I sette samurai
- Misa Uehara in La fortezza nascosta
- Amy Yip in Sex and Zen - Il tappeto da preghiera di carne
- Richard Charles in Oliver Twist
- Lucas Evans in Tommy Tricker e il francobollo magico
- Tatum O'Neal in Paper Moon
- Danielle Ferland in Daily Alaskan
- Gemma Jones in La terra di Dio - God's Own Country

### Cartoni animati
- Nausicaä in Nausicaä della Valle del vento
- Charley in Biker Mice da Marte
- Norman in Norman normal
- Zampa in La pattuglia dei ranocchi
- Pterence (1ª voce) in Harry e i dinosauri nel magico secchiello blu
- Superkid in Superkid
- Bobby Bond in King Kong
- Cipollino in La banda di Monica
- Mario in Il nido
- Charlotte (Doppiaggio 1980) in Charlotte
- Gerda (Doppiaggio 1973) in La regina delle nevi
- Gigi in Il magico mondo di Gigì
- Cristina (1ª voce) in La famiglia Mezil
- Nanà in I predatori del tempo
- Mirka in Gundam
- Bel Ami e Principessa Plene in Starzinger
- Cindy in Astroganga
- Sapphire (1ª voce) in La principessa Zaffiro
- Chiyo in Dna2
- Oiwa in L'invincibile Dendoh
- Esther in Le straordinarie avventure di Jules Verne